# Bull's Eye
Bull's Eye é um seriado estadunidense de 1917, dirigido por James W. Horne, em 18 capítulos, categoria aventura, estrelado por Eddie Polo e Vivian Reed. O seriado foi produzido e estreou em 1917, porém veiculou nos cinemas dos Estados Unidos entre 13 de dezembro de 1917 e 11 de abril de 1918.
Este seriado é considerado perdido.

## Elenco
- Eddie Polo - Cody
- Vivian Reed - Cora Clayton
- Frank Lanning - Nathan Loose
- Ray Hanford - John Clayton
- William Welsh - John North
- Hallam Cooley - Lee McGuire
- Noble Johnson - Sweeney Bodin
- Leo Willis
- Wallace Coburn

## Capítulos
1. First Blood
2. The Fearless One
3. Desperate Odds
4. Still In The Ring
5. The Swing of Death
6. On The Brink
7. Riding Wild
8. Dynamite
9. The Flaming Crisis
10. Coyotes of The Desert
11. Fired
12. Burning Sands
13. Sold At Auction
14. The Firing Squad
15. The Stained Face
16. Running Wild
17. In Irons
18. The Runaway